# Вірченко Ніна Опанасівна

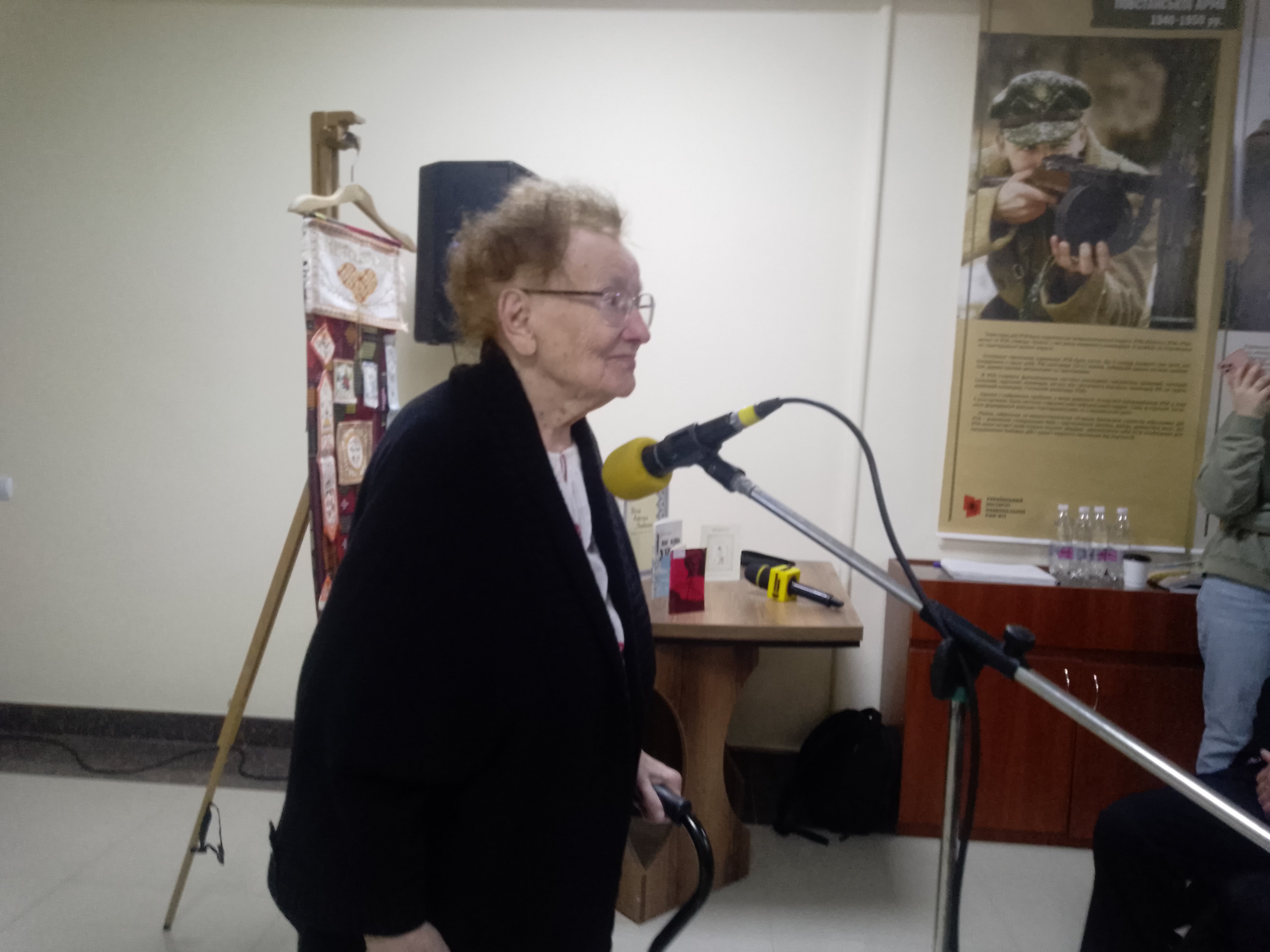
Ніна Вірченко на заході «Посестри»

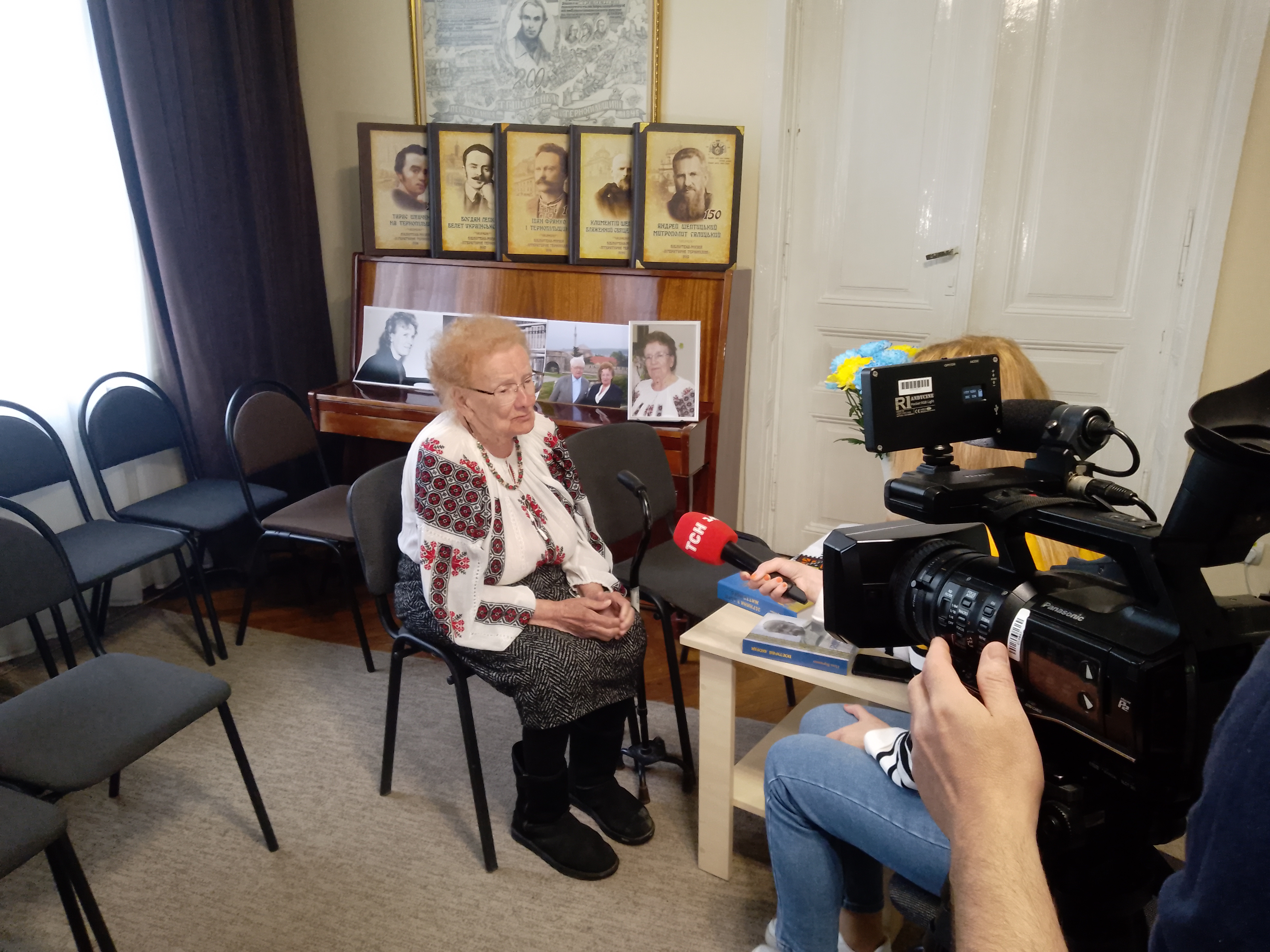
Сюжет ТСН напередодні 95-річчя

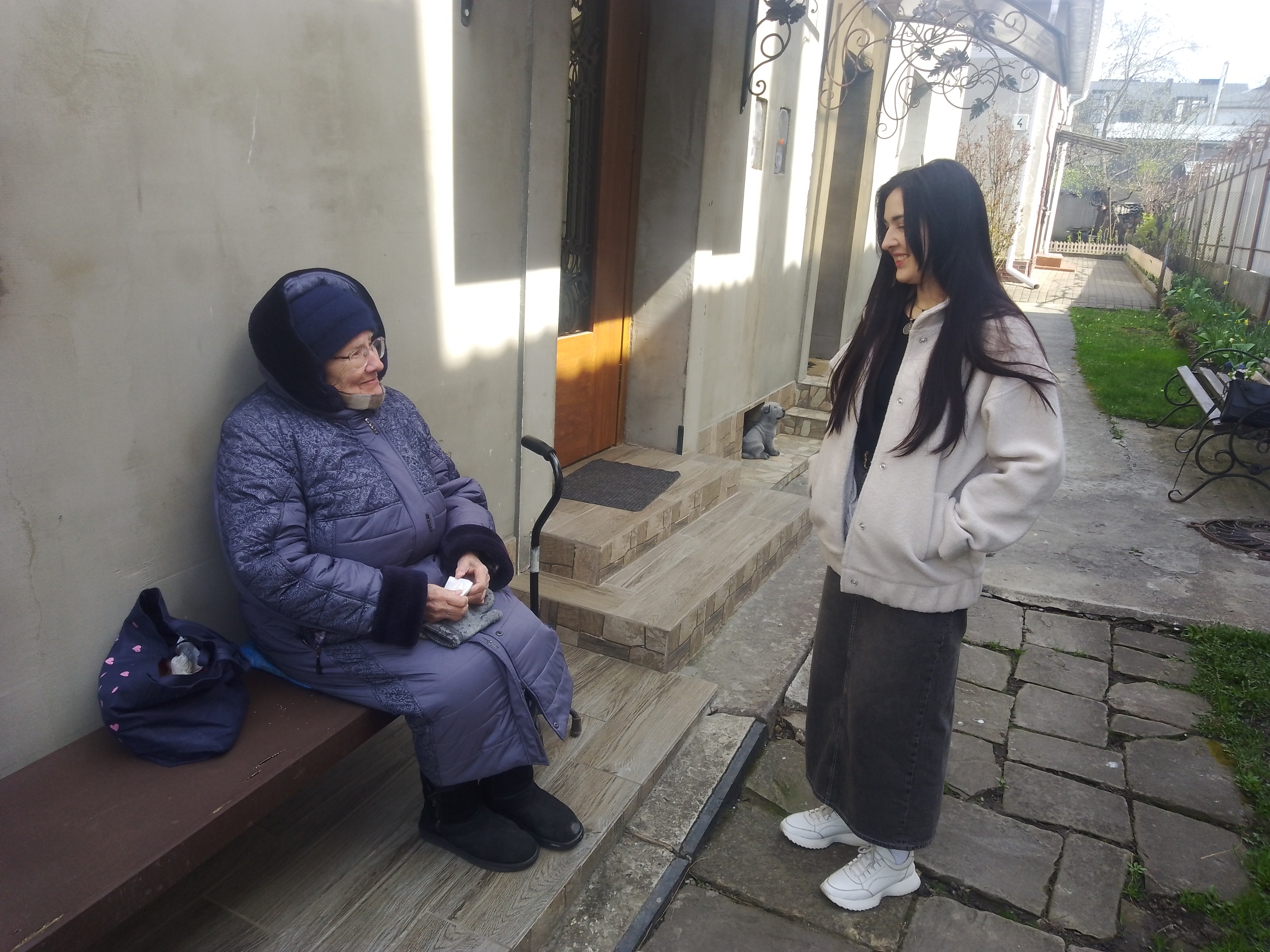
Ніна Вірченко з Юлією Лукішею

Ні́на Опана́сівна Ві́рченко (5 травня 1930, с. Завадівка Корсунь-Шевченківського району на Черкащині) — українська науковиця, математик, доктор фізико-математичних наук, професор, академік АН ВШ України. Член Австралійського, Американського, Бельгійського, Едінбурзького, Лондонського математичних товариств.

## Біографія
1946 року закінчила середню школу № 36 м. Житомир. Ще в шкільні роки вона вирішила присвятити Україні своє життя, прислужитися Науці, рідному, такому знедоленому народові. Зокрема, у своєму випускному творі на атестат зрілості, який, за словами газетної кореспондентки, що була присутня на екзамені, «аж пашів духом патріотизму», вона писала, цитуючи відомі слова:
Я — дочка свого народу,
Всю красу свою, всю вроду,
Лиш йому, йому віддам,
За кохану Україну,
Як потрібно, то й загину.
Навчалася на механіко-математичному факультеті Київського національного університету (1946—1948; 1956—1961). Під час навчання була членом Товариства свідомої молоді.
Заарештована 28 червня 1948 року і засуджена на 10 років таборів ГУЛАГу За доносом її звинуватили у політичній змові, заколоті, який таємно готувався. Суд засудив Ніну на 10 років спецтаборів за участь в «українсько-націоналістичній банді». Відбувала засуд в Іркутській області (Тайшет). Звільнилась у 1954 році. Повернувшись в Україну, Ніна вперто працювала і продовжувала навчання, та пильне око держбезпеки стежить за нею аж до самого 1990 року (обшуки, допити і т. ін.). Завдяки проф. Г. М. Положію, доц. Н. О. Пахарєвій, проф. І. І. Ляшку, акад. І. Т. Швецю, які, взяли її «на поруки», — після закінчення університету вступає до аспірантури. Достроково закінчивши аспірантуру, стає асистенткою, через рік — ст. викладачкою, а з 1967 р. — доценткою у університеті.
Після закінчення аспірантури при КДУ ім. Т. Шевченка в 1964 р. захистила кандидатську, а в 1988 р. — докторську дисертацію.
1964 року одружилася з колишнім політв'язнем Ростиславом Доценком (згодом — членом Спілки письменників).

## Віхи життя
- 1946—1948 — Студентка механіко-математичного факультету університету імені Т. Шевченка.
- Червень 1948 — Арешт з політичних мотивів (вирок ОСО за ст. 54-1-а, п. 11 Кримінального кодексу СРСР)
- 1949—1954 — Перебування в Тайшетських таборах (Східний Сибір).
- 1954—1958 — викладала математику й фізику в середніх школах м. Янушпіль, с. Улянівка Житомирської обл., с. Томашівка Київської обл.
- 1956—1961 — Студентка механіко-математичного факультету університету імені Т. Шевченка.
- 1961—1963 — Аспірантура при кафедрі математичної фізики КДУ.
- 1963—1967 — Асистентка, старша викладачка кафедри математичної фізики КДУ ім. Т. Шевченка.
- 1964 — Захист кандидатської дисертації «Розв'язання деяких змішаних крайових задач в класі р-аналітичних функцій».
- 1967—1973 — доцентка кафедри математичної фізики КДУ ім. Т. Шевченка.
- 1973—1989 — доцентка кафедри вищої математики Київського політехнічного інституту.
- 1988 — Захист докторської дисертації «Нові типи парних (потрійних) інтегральних рівнянь зі спеціальними функціями».
- з 1990 — професор кафедри вищої математики НТУУ «КПІ».
- 1991 — Повна реабілітація.
- 1998 — Присвоєння звання Академіка вищої школи України.
- 2004—2010 — Віце-президент АН ВШ України[4].

## Наукові інтереси
Коло наукових інтересів — теорія змішаних крайових задач, узагальнених аналітичних функцій, інтегральні перетворення, сингулярні диференціальні рівняння з частинними похідними, спеціальні функції, історія та методика математики тощо.
Автор понад 500 наукових і науково-методичних праць, зокрема 20 книг, виданих українською, російською, англійською та японською мовами.
Від 1963 р. й донині керує науковими семінарами «Крайові задачі», «Спеціальні функції», «Диференціальні рівняння та їх застосування» тощо. Організатор Міжнародних наукових конференцій ім. академіка М. Кравчука (1992—2012).
Учасник численних наукових семінарів міжнародних наукових конференцій, з'їздів, конгресів, виступала з науковими доповідями в Чехословаччині, Німеччині, Болгарії, Білорусі, Литві, Польщі, Таджикистані, Фінляндії, Узбекистані, Португалії, Швейцарії, Росії.

## Громадська діяльність
Член НТШ, Українського, Американського, Бельгійського, Австралійського, Единбурзького, Лондонського математичних товариств. Академік АН ВШ України (з 1998). Академік-секретарка відділення математики з 1998 р. Віце-президент АН ВШ України (2004—2010).
Голова науково-методичної ради Всеукраїнського товариства політв'язнів та репресованих.

## Почесні звання, нагороди і відзнаки
Соросівський професор (1997), лауреат 1-ї премії НТУУ «КПІ» (1998), Заслужений викладач НТУУ «КПІ» (1999), Почесний професор НТУУ «КПІ» (2005).
Лауреат Нагороди Ярослава Мудрого АН ВШ України (1999, 2005). Медаль «Будівничий України» від «Просвіти» (2001). Заслужений працівник освіти України (2006). Має відзнаку МОН України «Петро Могила» (2007), диплом (Cambridge) «Leading Scientist of the world — 2010», нагороду Святого Володимира АН ВШ України (2010), заслужений працівник освіти України (2006), Переможець конкурсу номінації викладач-дослідник 2008 р.
Учасниця численних наукових семінарів міжнародних наукових конференцій, з'їздів, конгресів, виступала з науковими доповідями в Чехословаччині, Німеччині, Болгарії, Білорусі, Литві, Польщі, Таджикистані, Фінляндії, Узбекистані, Португалії, Швейцарії, Росії.